# Gobiconodon
Gobiconodon és un gènere de petits mamífers prehistòrics que visqueren durant el Cretaci (fa uns 110 milions d'anys). Pertanyien a un ordre de mamífers extints coneguts com a triconodonts. Eren animals carnívors de mida petita-mitjana i possiblement convisqueren amb dinosaures com ara Velociraptor i Oviraptor, a més de dinosaures petits del grup dels ornitisquis]. Les diferents espècies d'aquest gènere ocupaven nínxols ecològics similars, però no idèntics. Se n'han trobat restes fòssils a Nord-amèrica, Europa i Àsia.